# Osman Rastoder
Osman Rastoder (ur. w 1882 r. we wsi Petnica w Sandżaku, zm. w 1946 r.) – islamski duchowny, jeden z dowódców oddziałów muzułmańskiej milicji Sandżaku podczas II wojny światowej, a następnie oddziału partyzanckiego w pierwszych latach powojennych
Uczęszczał do tureckiej medresy w Djakowicy w Kosowie, potem do szkoły w Novim Pazarze, a następnie do szkoły w Carogradzie. Dzięki temu dobrze poznał język turecki, arabski i albański. Od 1926 r. pracował jako nauczyciel w szkołach we wsiach Petnica i Savini Bor. Od 1929 r. był imamem w Petnicy. Po zajęciu Jugosławii przez wojska niemieckie w kwietniu 1941 r., a następnie rozpoczęciu najazdów na Sandżak przez serbskich czetników jesienią tego roku, O. Rastoder sformował w Beranach oddział muzułmańskiej milicji, działający w rejonie wsi Petnica, Trpezi i Vrbice. Od 1942 r. rozpoczęły się krwawe walki dodatkowo z komunistycznymi partyzantami Josipa Broz Tity. Milicjanci wzięli też udział w aresztowaniu, a następnie konwojowaniu Żydów do Kosovskiej Mitrovicy (skąd trafili ostatecznie do obozów koncentracyjnych). Kiedy Włochy wyszły z wojny na pocz. września 1943 r., O. Rastoder rozbroił jeszcze włoski garnizon wojskowy, po czym rozformował swój oddział milicji. Do końca 1944 r. mieszkał wraz z innym dowódcą milicji Đule Agoviciem w Gornjim Bihorze. Po zaatakowaniu terytorium Sandżaku przez komunistycznych partyzantów z Czarnogóry i Serbii O. Rastoder ponownie odtworzył oddział, aby bronić rodzinnych stron. Walki toczył aż do 1946 r., kiedy zginął.